# Derrick Jensen
Derrick Jensen (19 de noviembre de 1960) es un intelectual y activista anarquista y ecologista estadounidense asociado con la tendencia del anarcoprimitivismo.

## Pensamiento
Jensen opina que la civilización es básicamente insostenible y basada en la violencia. Argumenta que la economía moderna industrial está fundamentalmente opuesta a las relaciones saludables entre las personas, el medio ambiente y los pueblos indígenas. Analiza lo extendido que están el abuso, el odio, la violación, la destrucción ambiental y la deshonestidad (la cual el afirma sirve para mantener el abuso sistémico de la civilización). 
Afirma, como alternativa, que se pueden encontrar unos modos de vida más armoniosos en las sociedades del pasado y del presente que han eludido el impacto de la modernidad industrial. Observa que los pueblos indígenas entienden el mundo como algo que consiste de otros seres con los cuales se puede entrar en relación, lo cual es diametralmente opuesto al pensamiento más moderno occidental basado en que el mundo consiste de objetos o recursos para ser explotados. 
Así, en su libro A Language Older Than Words. usa los lentes de la violencia doméstica para mirar la violencia de la cultura occidental en general. The Culture of Make Believe comienza por explorar el racismo y la misoginia para así mirar cómo la cultura del capitalismo moderno lleva inevitablemente al odio y la atrocidad. Welcome to the machine habla acerca de la sociedad de control y su relación con la ciencia. Walking on Water trata el tema de la educación desde una perspectiva crítica y Strangely Like War sobre la deforestación. En un trabajo reciente Endgame habla sobre la civilización como básicamente insostenible.